# Coracopsis
Coracopsis é um gênero de aves da família Psittacidae.
As seguintes espécies são reconhecidas:
- Coracopsis vasa (Shaw, 1812)
- Coracopsis nigra (Linnaeus, 1758)